# Casona de Hevia Ponte
La Casona de Hevia Ponte está situada en la localidad de Sardín, situada en el concejo asturiano de Ribera de Arriba.
Esta edificación fue fundada en el siglo XVIII. Posee una planta cuadrada y está estructurada en dos pisos. La fachada principal destaca por la presencia de un corredor de madera flanqueado por cortafuegos del estilo montañés.
Llama la atención la capilla que tiene la casona, dedicada a San Antonio.
- Datos: Q5756595